# Peter von Bemmel
Peter von Bemmel (* 18. August 1685 in Nürnberg; † 22. Oktober 1753 in Regensburg) war ein deutscher Landschaftsmaler.

## Leben
Er wurde als Sohn des aus Utrecht eingewanderten Landschaftsmalers Willem Gerritsz van Bemmel geboren.
In der Malerei folgte er bis etwa 1715 zusammen mit seinem älteren Bruder Johann Georg dem Stil seines 1708 verstorbenen Vaters. Laut „Biografie aller Bemmel“ (1799) war ursprünglich nicht geplant, ihn ebenfalls zum Landschaftsmaler auszubilden. 1715 malte er eine Landschaft mit ferner Stadt, mehreren Kirchen und einer antiken Ruine, ein vom Vater entlehntes Motiv. 1716 wurde in Regensburg eine Grafikfolge von ihm publiziert. Vermutlich hatte er sich dort dem Regensburger Landschaftsmaler Christoph Ludwig Agricola (1665–1719) angeschlossen.
Bemmel war oft auf Reisen und für die fürstlichen Höfe von Ansbach, Bamberg und Würzburg tätig. Seine Familie lebte am Bonersberg (Paniersplatz) in Nürnberg, wo sein Bruder Johann Georg bis zu seinem Tod im Jahr 1723 die Werkstatt des Vaters leitete.
Bemmel begründete die jüngere Nürnberger Landschaftsmalerschule. Sie unterscheidet sich von der älteren Schule seines Vaters durch die Aufgabe eines einheitlichen Tiefenraumes und die Hervorhebung einzelner Motive. Die mit kleinen Figuren bereicherten Szenen erhalten zudem christlichen Symbolcharakter durch Wegkreuze, Kapellen im Wald, Eremitenhütten etc. Diese nach älteren Vorbildern – wie bei Lucas van Valckenborch – komponierten Landschaften können auch im Farbton einen dunklen Charakter annehmen. Beliebte Motive sind ferner sich kreuzende Birken, ein am Boden liegender Baumstumpf und Kirchtürme mit spitzen Pyramidendächern. Die technische Qualität seiner Werke ist stark schwankend, so sind z. B. die Leinwände nicht immer fachgerecht grundiert. Trotzdem sind sie zumeist signiert.

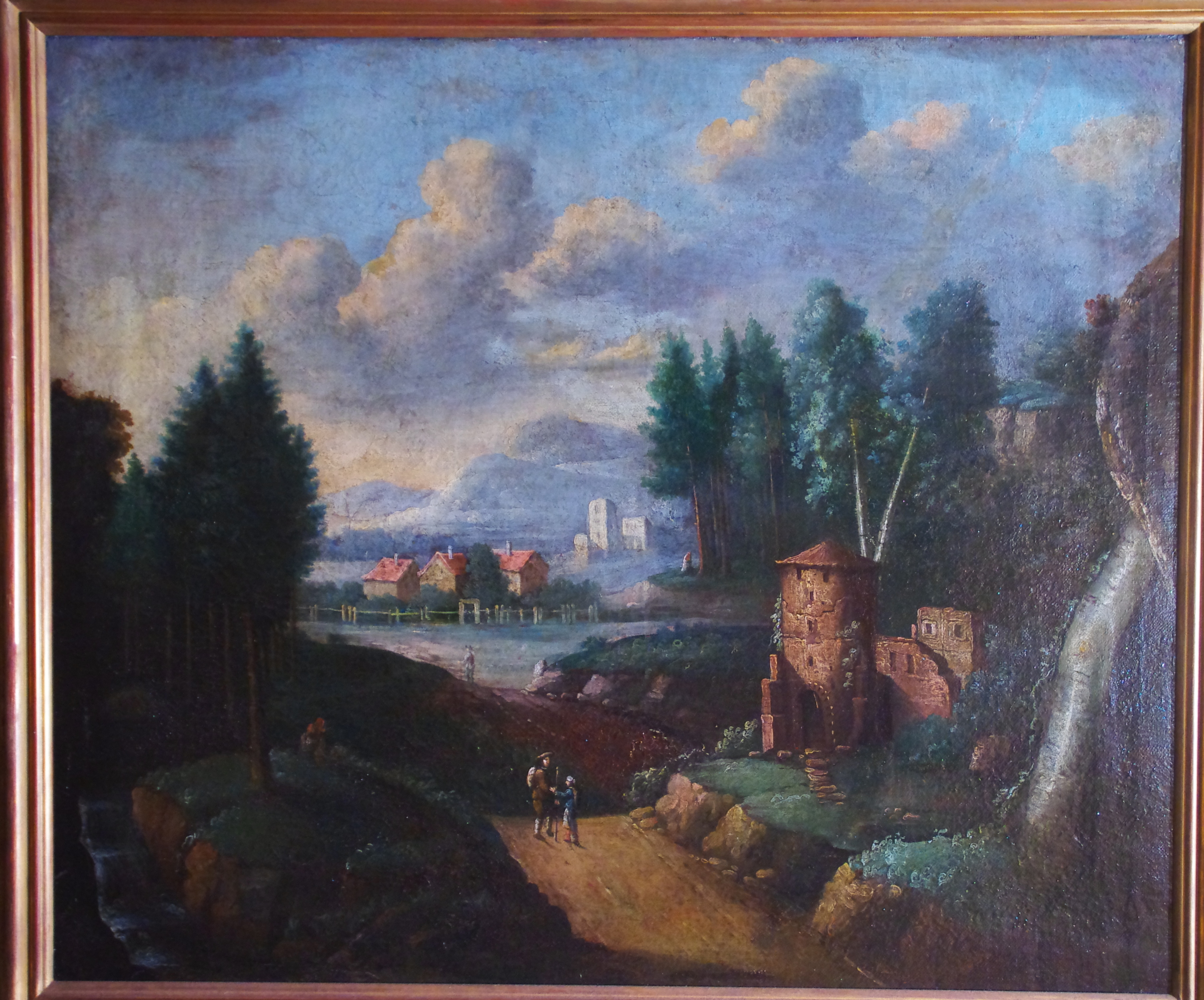
Landschaft
Peter von Bemmel zugeschrieben

Bekannt wurde er als „Gewitterbemmel“. In diesen überwiegend kleinformatigen Wetterlandschaften entfaltete er sein Talent. Typisch sind gerade vom Blitz getroffene und am Boden auseinander brechende Baumstämme, die noch glühen. Ein starker Regen überrascht z. B. Wanderer auf einsamen Wegen. Auch Winterlandschaften sind von ihm bekannt.
Seine Söhne Christoph und Johann Christoph und seine Enkel folgen teils ihm, teils der älteren Schule nach Willem van Bemmel, die sein Bruder Johann Georg und dessen Nachkommen fortsetzen. An Schülern ist auch sein Schwager Lindner zu nennen. Der Direktor der Nürnberger Zeichenschule, Johann Daniel Preissler, veröffentlichte „Anleitungen zur Landschaftsmalerei“, die eine theoretische Definition der Variationsbreite einzelner Motive in Bemmels Œuvre bieten.